# Благовещенский собор (Рославль)
Благове́щенский собо́р — православный храм в Рославле, построенный в 1779—1883 годах и разрушенный в 1940-е годы.

## Строительство
К моменту строительства Благовещенского собора в Рославле не оставалось ни одной каменной церкви. Каменный собор был построен на месте одноимённой деревянной церкви. Организацией работ руководили купец Семён Селянинов и священник Феодор Людоговский, служивший в прежней Благовещенской церкви и впоследствии ставший настоятелем собора. Закладка собора совершилась в 1779 году, при преосвященном Парфении (Сопковском), строительство было закончено в 1783 году.

## Память
К настоящему времени сохранилось лишь несколько фотографий собора. В краеведческом музее Рославля находится макет Благовещенского собора. На месте церкви находится памятник Ленину. О планах восстановления собора ничего не известно.